# Jaz Rędzin
Jaz Rędzin – jaz położony we Wrocławiu na rzece Odra, w ramach Wrocławskiego Węzła Wodnego. Jaz ten wchodzi razem ze Śluzami Rędzin w skład Stopnia Wodnego Rędzin – ostatniego stopnia wodnego w obrębie miasta Wrocław, na Odrzańskiej drodze wodnej. Położony jest w 260,70 km biegu rzeki. Jaz Rędzin budowany był w latach 1913–1917, w ramach budowy nowej drogi wodnej przez miasto, tzw. Głównej Drogi Wodnej. Dalsza jego rozbudowa trwała do 1926 roku.
Jaz zlokalizowany jest w zakolu rzeki opływającym Wyspę Rędzińską. Na lewym brzegu rzeki rozciąga się teren osiedla Kozanów, a dokładniej bezpośrednio przy jazie obszar Lasu Pilczyckiego. Prawy brzeg rzeki to kolejne elementy stopnia wodnego: Wyspa Rędzińska, a za nią Śluzy Rędzin; dalej rozciąga się obszar osiedla Rędzin, od którego przejął nazwę stopień wody, w tym i przedmiotowy jaz.

## Charakterystyka
Konstrukcja jazu jest żelbetowa. Filary posiadają okładzinę kamienną. Jest to jaz trójprzęsłowy o całkowitej długości 133,0 m. Integralną częścią jazu jest most jazowy. Spad wynosi 2,00 m. Środkowe przęsło jazu ma 54,08 m (51,08 m) i wyposażone jest w zamknięcia w postaci zasuw wyciąganych za pomocą wyciągarek wózkowych. Poszczególne zasuwy są o wymiarach: 6,34 na 4,65 m; a ich prowadnice mają długość 15,6 m. Skrajne dwa przęsła natomiast mają po 30,62 m długości i wyposażone są w zamknięcia segmentowe z napędem obustronnym. Napęd eksploatacyjny jest napędem elektrycznym. Dostępny jest również awaryjnie napęd ręczny. Maszynownie i windy napędowe zlokalizowano w nadbudówkach filarów, wykonanych w 1926 r. W 1923 roku na środkowym przęśle mostu wykonano torowisko do dwu wyciągarek zasuw.
Most jazowy stanowi integralną część budowli. Jego długość wynosi 228,0 m (133,0 m nad jazem oraz 95,0 m nad terenem zalewowym na Wyspie Rędzin – terasą nadrzeczną). Wykonany jest w technologii stalowej, posiada kratowy ustrój nośny, wsparty ma przyczółkach i filarach jazu.

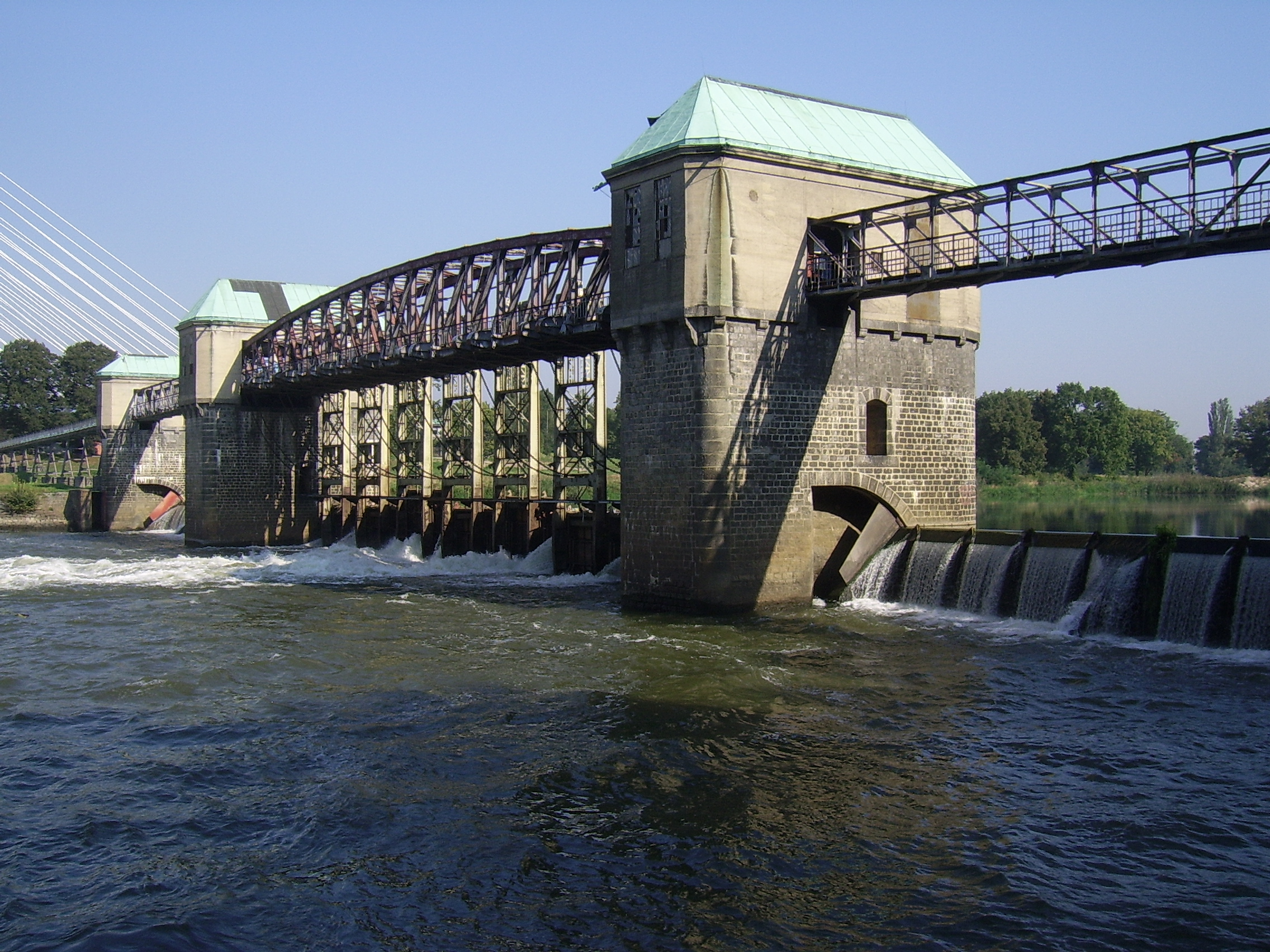
Jaz Rędzin z Lasu Pilczyckiego